# Will Brüll

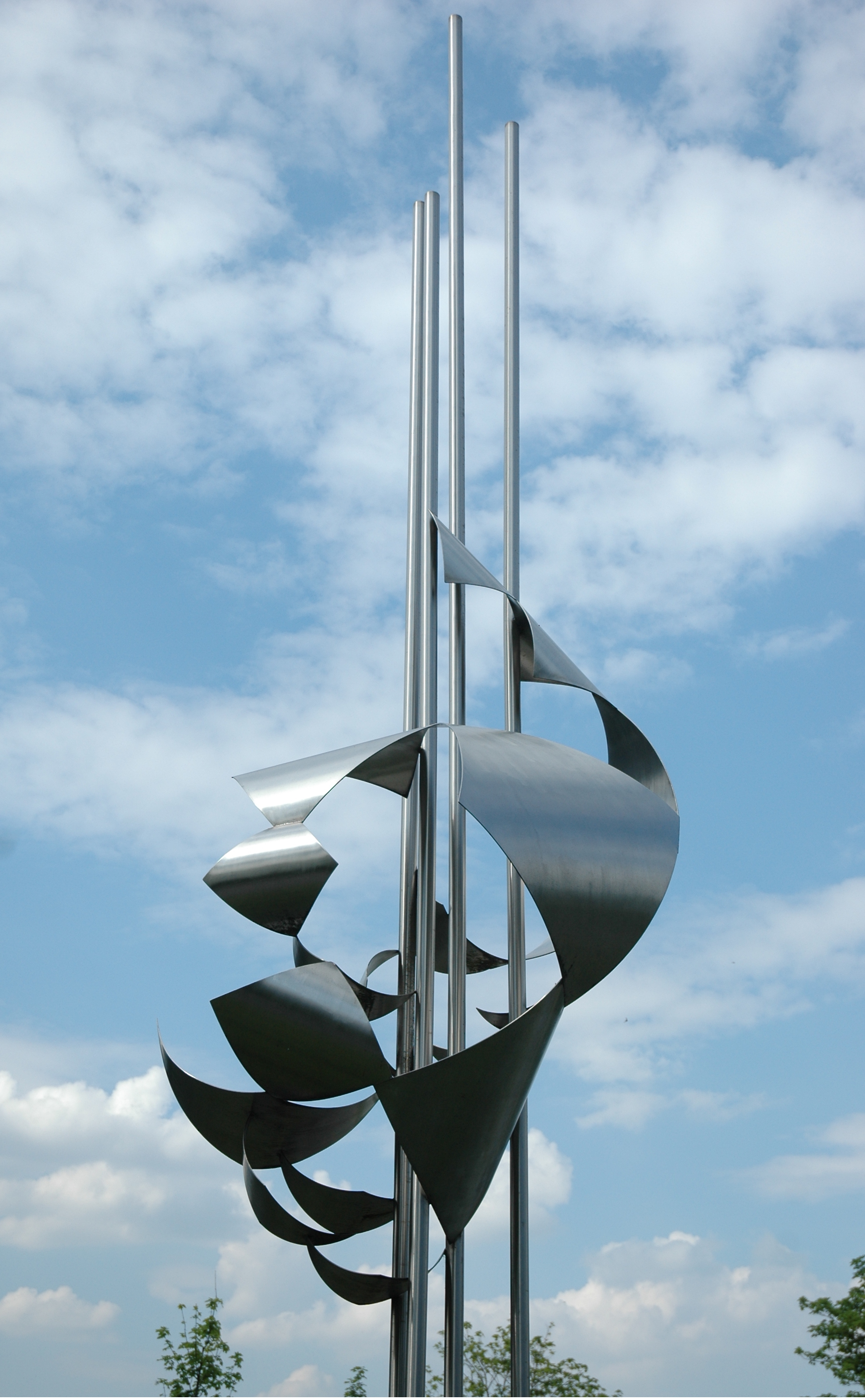
Großer Raumwirbel (1965)

Will Brüll (Viersen, 20 november 1922 - Osterath, 22 augustus 2019) was een Duitse beeldhouwer.

## Leven en werk
Brüll was gedurende de Tweede Wereldoorlog piloot bij de Duitse luchtmacht. Hij studeerde van 1945 tot 1950 bij de beeldhouwer Joseph Enseling (1886-1957) aan de Kunstakademie Düsseldorf in Düsseldorf. Aanvankelijk werkte hij figuratief met de materialen hout, steen en brons, maar sinds 1962 maakt hij voornamelijk abstracte Raumskulpturen van roestvast staal. In 1965 had Brüll zijn eerste solo-expositie bij Galerie Vömel in Düsseldorf. Zijn Raumskulpturen worden gerekend tot de kinetische kunst. Brüll heeft eveneens een oeuvre opgebouwd als schilder, aquarellist, collagekunstenaar en graficus.
De kunstenaar woonde, werkte en stierf sinds 1955 in een tot woning/atelier omgebouwde, voormalige windmolen, de Osterather Windmühle (Holländerwindmühle) uit 1883 in Meerbusch-Osterath.

## Werken (selectie)
- Piëta 1948 (mozaïek), Friedhof Löhweg in Viersen
- Flötenspielerin 1953, Kreismusikschule in Viersen
- Raumzirkulation 1965, Brandenburger Straße in Viersen
- Großer Raumwirbel 1965, Willicher Straße in Osterath
- Windsegel 1966, Theodor-Lit-Schule in Neumünster
- Windsegel 1968, Sammlung Heinrich Vetter in Ilvesheim
- Mahnmal Opfer des Bombenkriegs 1988, Hauptfriedhof Krefeld in Krefeld
- Schwinge der Freundschaft (1997) in Fouesnant (partnerstad in Frankrijk) en Meerbusch-Büderich
- Große Musikharfe 2002, Vorplatz Kreismusikschule in Viersen
- Große Raumschwinge, Am Strümper Busch in Meerbusch-Strümp
- Kugel im Doppelschwung 2002, Meerbusch-Lank-Latum
- Dreiseitige Raumrhythmisierung, Klinik Bergisch Land in Wuppertal-Ronsdorf
- Wassertisch, Berufskolleg Kaufmannschule in Krefeld

## Fotogalerij

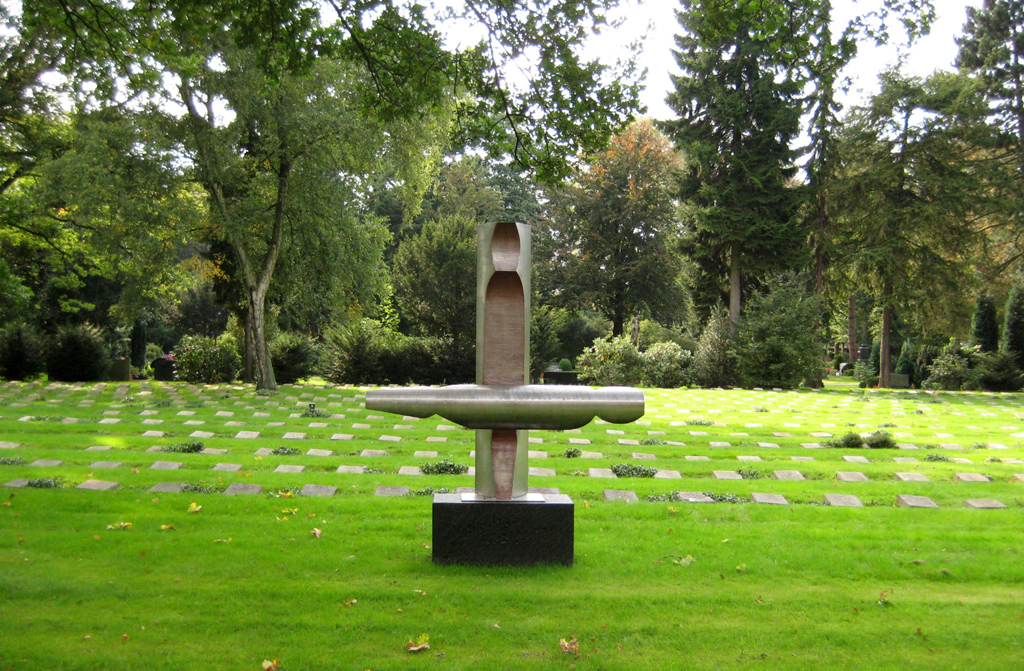
Mahnmal Hauptfriedhof Krefeld
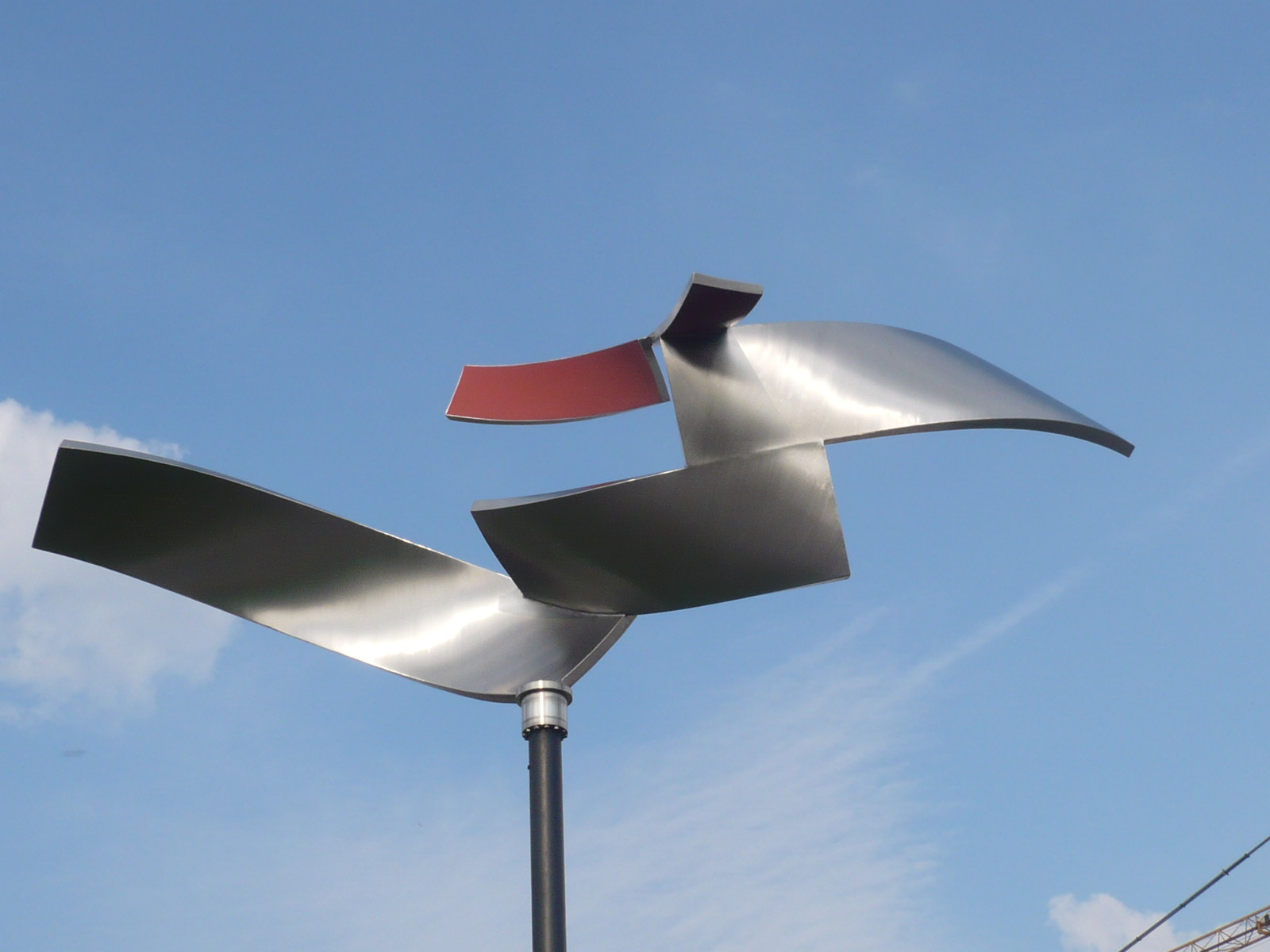
Große Raumschwinge
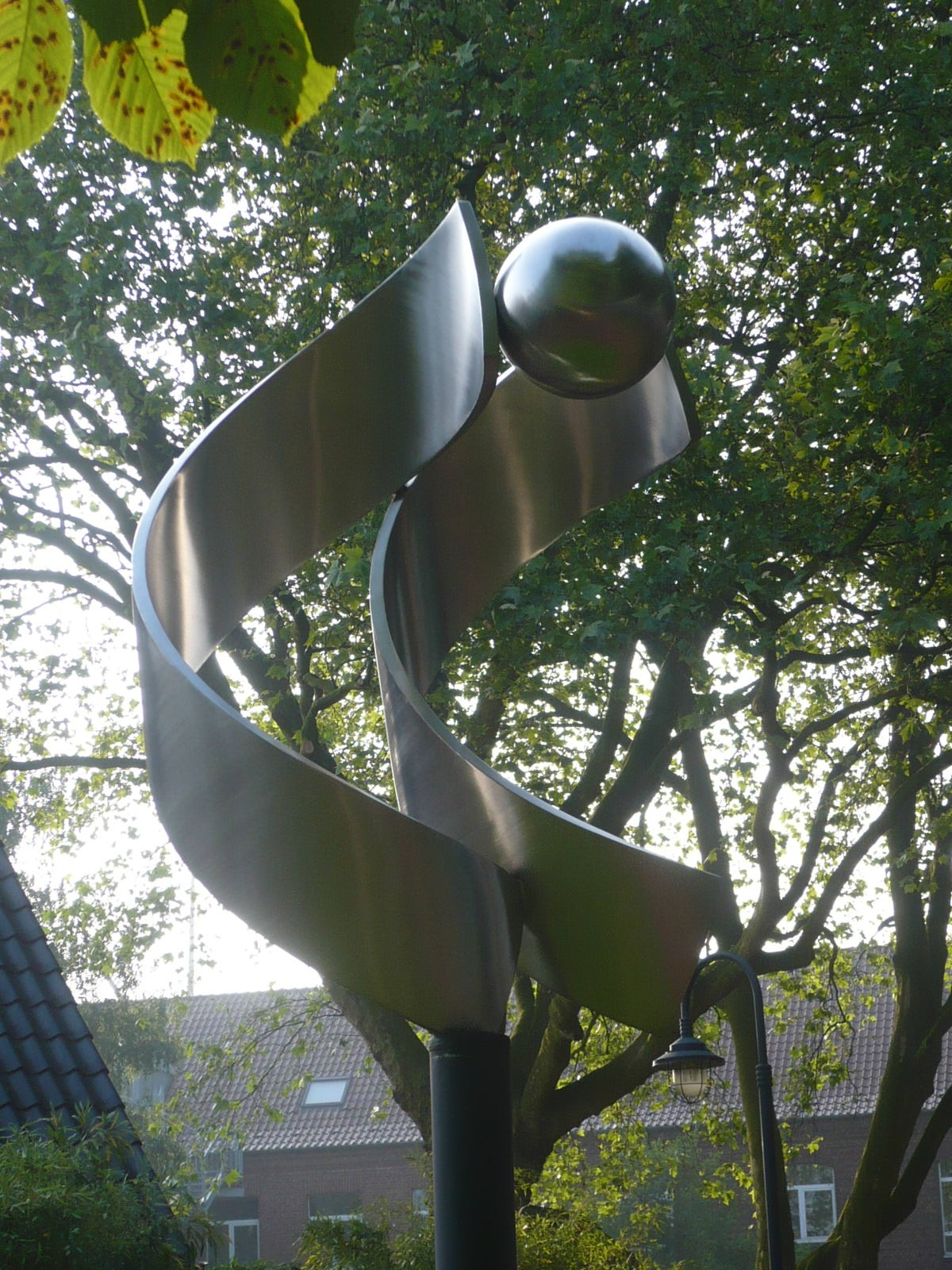
Kugel im Doppelschwung
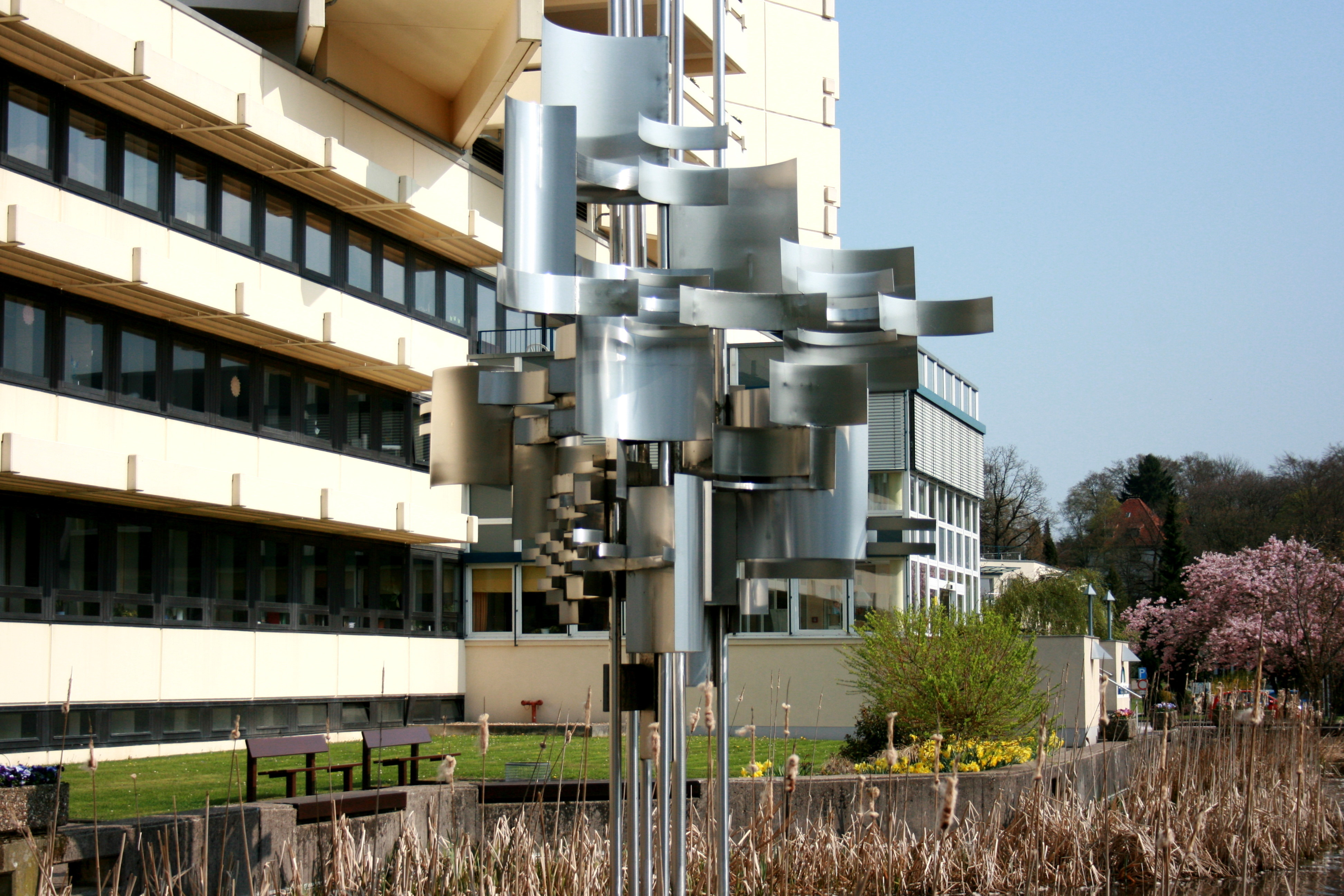
Dreiseitige Raumrhythmisierung